# Přehořov
Přehořov este o comună și un sat din districtul Tábor din regiunea Boemia de Sud a Republicii Cehe. Are o populație de aproximativ 341 de locuitori.
Přehořov se află la aproximativ 21 kilometri (13 mi) sud de Tábor, la 36 kilometri (22 mi) nord-est de České Budějovice și la 97 kilometri (60 mi) sud de capitala Praga. Pârâul Dírenský curge prin Přehořov.
Principalul obiectiv turistic este Biserica Sfânta Ana, monument cultural al Republicii Cehe.

## Diviziuni administrative
Comuna Přehořov este formată din trei diviziuni administrative (în paranteze populația conform recensământului din 2021):
- Přehořov (197)
- Hrušova Lhota (46)
- Kvasejovice (76)

## Etimologie
Numele satului este derivat din numele Přehoř, care înseamnă curtea lui Přehoř. În  izvoarele istorice, numele apare sub următoarele forme: ca Prziehorzow (în 1372), ca Prziehorziewa (1383), ca Přehořovský / Přehořově (1615) și ca Pržehorzow (1654).

## Istorie
Prima mențiune scrisă a satului datează din anul 1372.

## Obiective turistice

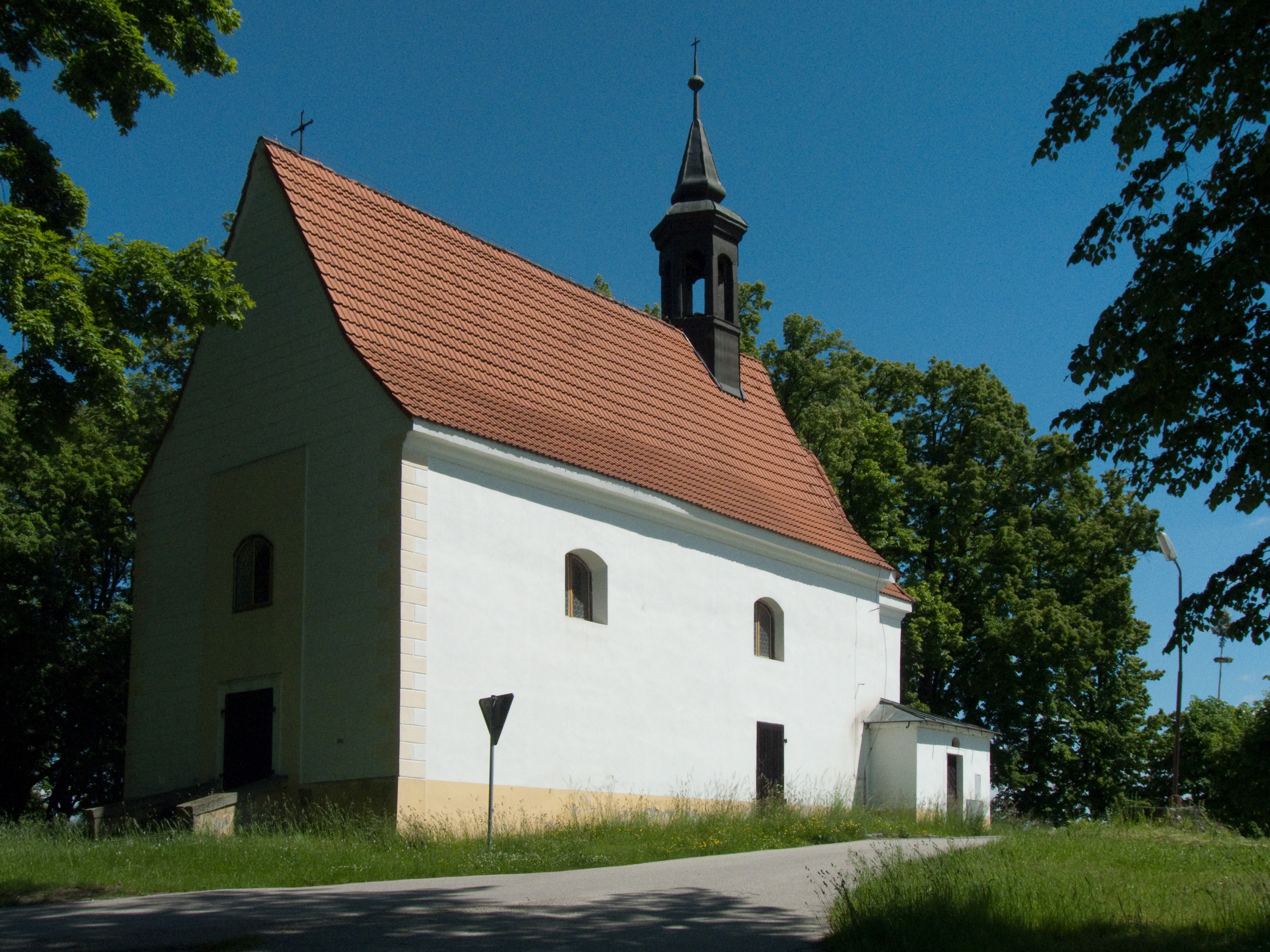
Biserica Sfânta Ana

Printre obiectivele turistice se numără Biserica Sfânta Ana și placa comemorativă de la locul nașterii istoricului și avocatului Karel Kadlec.
Se mai pot vizita anexele prăbușite ale fostului castel (demolate în 2014) sau clădirile fostei fabrici de bere Přehořovský (demolată în 2014). 
Clădirea bisericii Sfânta Ana datează din anul 1695 (a fost construită în stilul baroc timpuriu). A fost renovată la începutul secolului al XIX-lea. Naosul are tavan plat. Presbiteriul (cancelaria) are boltă în cruce și conține două statui de la mijlocul secolului al XVIII-lea. Altarul principal și ambele altare laterale datează de la începutul secolelor al XVII-lea și al XVIII-lea. Pictura Sfintei Ana, care se află pe altarul principal, datează din 1868.

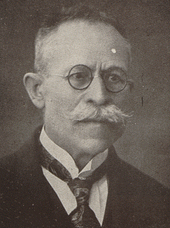
Karel Kadlec

Cimitir evreiesc se află în pădure la aproximativ un kilometru sud-est de sat.

## Personalități
În sat s-a născut Karel Kadlec, pseudonimul lui Bohdan Přehořovský (1865–1928), avocat, istoric, slavist și traducător ceh, profesor de drept slav la Facultatea de Drept a Universității Caroline din Praga.